# 菲尔·休斯
菲利浦·約瑟夫·休斯（英語：Philip Joseph Hughes，1986年6月24日—)，前美國職棒大聯盟投手，他於2009年拿下世界大賽冠軍，2010年入選明星賽。

## 職業生涯

### 紐約洋基
休斯是洋基隊在2004年大聯盟選秀第一輪第23名選中的球員，以140萬美金的簽約金加入洋基隊，在交涉過程中，休斯15秒內便決定加入洋基隊。
2007年
- 因為先發投手受傷的關係，而被球隊升上大聯盟擔任先發。
- 4月27日第一場先發是對多倫多藍鳥隊，投4+1⁄3局失4分，吞下個人在大聯盟的第一敗。
- 5月2日先發對德州遊騎兵隊，投6+1⁄3局零失分，拿下個人在大聯盟的第一勝，但之後因受傷關係，而進入傷兵名單。
- 10月7日，於美聯分區賽第三戰中繼接替羅傑·克萊門斯，投3+2⁄3局0失分，拿下個人在季後賽的第一勝。

2008年
- 2008年球季開始前，洋基隊以休斯為籌碼和明尼蘇達雙城隊洽談交易尤漢·山塔納[2]，但由於雙方沒共識，最後宣告破局，山塔納最後交易到紐約大都會隊，而洋基隊給休斯擔任第4號先發的機會。
- 本季以先發投手登板，但到球季結束以後，卻是出乎意外的以0勝4敗結束球季，1勝難求。

2009年
- 因先發投手已經飽和的關係，加上受到2008年1勝難求的成績影響，球季是在小聯盟開始。
- 4月29日由於王建民受傷進入傷兵名單的關係，而重回大聯盟擔任先發投手，對底特律老虎隊，主投6局0失分，拿下一年多來的第1勝。
- 5月28日球隊再度讓王建民擔任先發投手，而休斯則放置牛棚擔任後援投手。
- 擔任後援投手期間，由於表現優異，加上布萊恩·布魯尼傷後復出表現不佳，而被球隊定位為佈局投手[3]。
- 7月24日面對奧克蘭運動家隊後援2局0失分，拿下個人在大聯盟的第1個救援成功。
- 9月馬里安諾·李維拉因左鼠蹊部不舒服，而由休斯代班終結者位置，並在9月4日對巴爾的摩金鶯隊拿下救援成功[4]。
- 9月8日休斯在第8場球隊2：1領先情況下上場面對坦帕灣光芒隊傑森·巴列特時，被打一發陽春全壘打，為當救援投手時第一次救援失敗。
- 2009年世界大賽洋基隊冠軍代表隊。

### 明尼蘇達雙城
2013年球季結束後，成為自由球員，之後與明尼蘇達雙城簽下3年合約，價值2,400萬美元。開季沒多久，勝場數超越了去年的勝場數，休斯更在6月2日對決老東家洋基隊投出8局失2分的優質先發內容。

## 引退
休斯於2021年1月3日在個人推特上宣布退休。

## 技術特點
休斯會投的球種有快速球、曲球（Curveball）、變速球和切球，快速球最快可以達到97英哩，但當先發投手時快速球只在91英哩左右。在2009年當救援投手以後，才投出97英哩左右的快速球。

## 選手情報

### 投手成績
| 年度   | 球隊     | 出賽 | 先發 | 勝投 | 敗投 | 救援 | 奪三振 | 四死 | 完投 | 完封 | 被安打 | 被全壘打 | 投球局數 | 防禦率 |
| 2007年 | 紐約洋基 | 13   | 13   | 5    | 3    | 0    | 58     | 29   | 0    | 0    | 64     | 8        | 72+2⁄3   | 4.46   |
| 2008年 | 紐約洋基 | 8    | 8    | 0    | 4    | 0    | 23     | 15   | 0    | 0    | 43     | 3        | 34       | 6.62   |
| 2009年 | 紐約洋基 | 51   | 7    | 8    | 3    | 3    | 96     | 28   | 0    | 0    | 68     | 8        | 86       | 3.03   |
| 2010年 | 紐約洋基 | 31   | 29   | 18   | 8    | 0    | 146    | 58   | 0    | 0    | 162    | 25       | 176+1⁄3  | 4.19   |
| 2011年 | 紐約洋基 | 17   | 14   | 5    | 5    | 0    | 47     | 27   | 0    | 0    | 84     | 9        | 74       | 5.79   |
| 2012年 | 紐約洋基 | 32   | 32   | 16   | 13   | 0    | 165    | 46   | 0    | 0    | 196    | 35       | 191+1⁄3  | 4.19   |
| 2013年 | 紐約洋基 | 30   | 29   | 4    | 14   | 0    | 121    | 42   | 0    | 0    | 170    | 24       | 145+2⁄3  | 5.19   |
| 合計   | 7年      | 182  | 132  | 56   | 50   | 3    | 656    | 245  | 2    | 1    | 787    | 112      | 780+2⁄3  | 4.53   |

### 特殊事蹟
- 2014年—因表現優良，而成為雙城隊不動王牌
- 美國職棒明星賽：2010
- 2004年—獲選全美高中第一隊。
- 2005年—獲選紐約洋基隊小聯盟年度球員。
- 2006年—獲選紐約洋基隊小聯盟年度球員。
- 2006年—入選小聯盟2A全明星隊。
- 2009年 --美國職棒世界大賽洋基隊冠軍代表隊。
- 2010年—入選美國職棒大聯盟明星賽。

## 軼事
- 休斯在上場投球前，會在投手丘後方蹲下祈禱，每次祈禱的內容不一定相同，祈禱的事情和家族有關，並非和投球內容有關[5]。

## 外部連結
- 球員資訊和成績在MLB ，ESPN ，Retrosheet ，Baseball Reference ，Baseball Reference (Minors) ，Fangraphs ，The Baseball Cube （英文）
- Phil Hughes' Official Blog on YardBarker
- Phil Hughes' Old Blog （页面存档备份，存于）
- Philip Hughes Minor League Splits and Situational Stats[永久]